# Hans Asplund

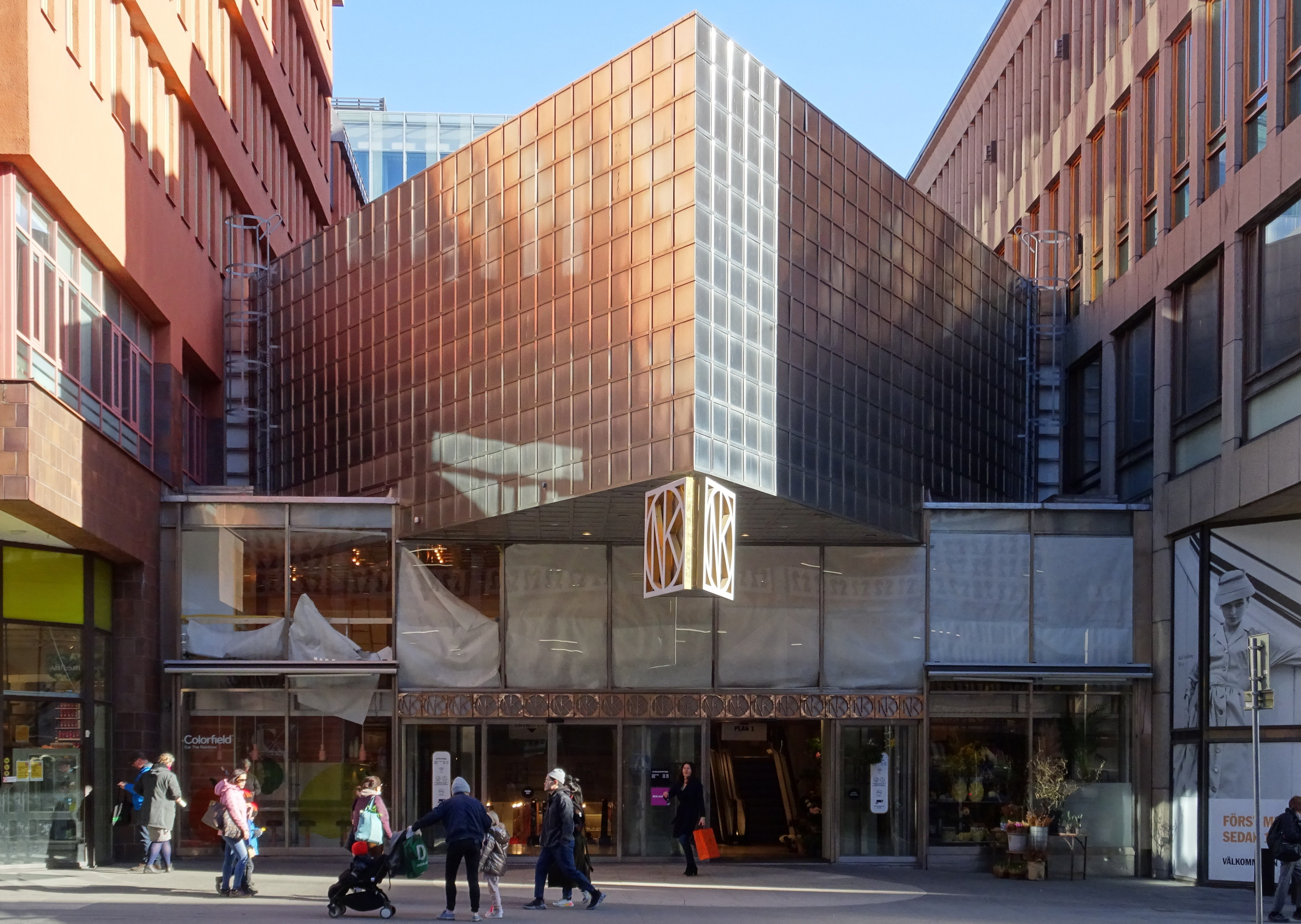
Kaufhaus Nordiska Kompaniet in Stockholm, Eingang Regeringsgatan

Hans Karl Otto Asplund (* 16. August 1921 auf Utö, Schweden; † 8. Januar 1994 in Lund) war ein schwedischer Architekt und Professor an der Technischen Hochschule Lund.
Hans Asplund war Sohn des Architekten Gunnar Asplund, der sich anfänglich durch Gebäude im neoklassizistischen Stil auszeichnete und der später einer der Pioniere der schwedischen Moderne wurde. Hans Asplund war selbst über die längste Zeit seiner Schaffensperiode als Architekt und Lehrer Modernist. Zu seinen markantesten Projekten zählen das Bürgerhaus in Eslöv und ein Anbau zum Kaufhaus der Firma Nordiska Kompaniet in Stockholm.
Hans Asplund wurde bekannt als einer der möglichen Schöpfer des Begriffes Brutalismus. Er verwendete diesen um 1950 als scherzhaften Kommentar zur Villa Göth in Uppsala, die seine Kollegen Bengt Edman und Lennart Holm entworfen hatten. Der Ursprung des Wortes geht auf das französische béton brut zurück, was wörtlich „roher Beton“ bedeutet.
Später entwickelte sich Asplund zu einem Kritiker des Modernismus. 1980 veröffentlichte er das Buch Farväl till funktionalismen („Auf Wiedersehen Funktionalismus“), in dem er systematisch auflistete, was seiner Meinung nach die Mängel des Modernismus ausmacht.